# 바유
바유(산스크리트어: वायु; sa), 바타(산스크리트어: वात) 및 파바나(산스크리트어: पवन)는 힌두교의 바람의 신이자 신들의 신성한 전령이다. 베다 문헌에서 바유는 중요한 신이며 신들의 왕인 인드라와 밀접하게 관련되어 있다. 그는 최고 존재인 비슈바푸루샤의 숨결에서 태어났으며 소마를 처음 마신 자라고 언급된다. 우파니샤드는 그를 프라나, 즉 '세상의 생명의 숨결'로 칭송한다. 후기 힌두교 문헌에서 그는 북서쪽 방향을 지키는 디크팔라 (방향의 수호자 중 한 명)로 묘사된다. 힌두 서사시는 그를 신 하누만과 비마의 아버지로 묘사한다.
13세기 성자 마드바차리야의 추종자들은 그들의 스승을 바유의 화신으로 믿는다. 그들은 바람 신을 무키야프라나(산스크리트어: मुख्यप्राण)로 숭배하며 그를 신 비슈누의 아들로 여긴다.

## 함축
공기 (vāyu) 또는 바람 (pavana)이라는 단어는 힌두교의 고대 원소 중 하나이다. 산스크리트어 단어 Vāta는 문자 그대로 '불려진'을 의미하며; Vāyu는 '부는 자'를, Prāna는 '숨쉬는'을 의미한다 (즉, 생명의 숨결, cf. animate의 *an- 참조). 따라서 이 단어의 주요 의미는 '생명의 신'이며, 때로는 명확성을 위해 무캬-바유 (최고 바유) 또는 무캬 프라나 (생명력 또는 활력의 최고)라고 불리기도 한다.
때때로 물리적 공기나 바람의 의미로 더 일반적으로 사용되는 단어 바유는 프라나의 동의어로 사용된다. 바유 신의 또 다른 이름인 바타는 산스크리트어와 힌디어로 '대기'를 의미하는 바타바라남의 어원이다.

## 힌두 경전과 철학

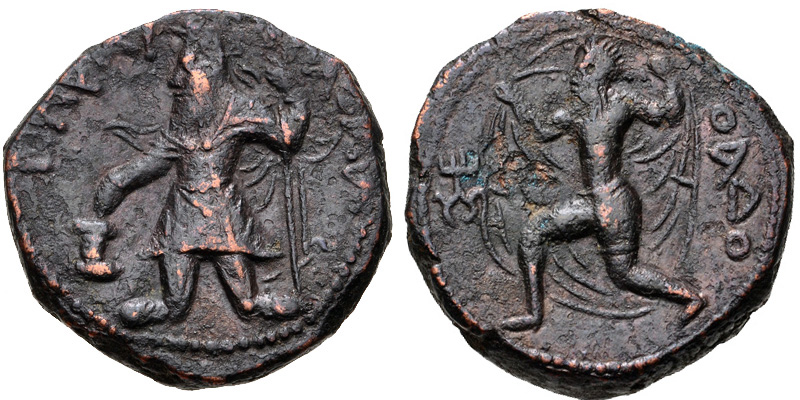
쿠샨 통치자 카니슈카 1세와 오아도 신 (바유-바타). 기원 120-150년경

리그베다에서 바유는 바람과 연관되며, 마루트들은 바유의 배에서 태어났다고 묘사된다. 바유는 또한 의식에서 소마를 처음 받는 신이며, 그 다음 그와 인드라가 첫 잔을 나눈다.
찬송가에서 바유는 "뛰어난 아름다움을 지녔으며, 두 마리 또는 마흔아홉 마리 또는 천 마리의 흰색과 보라색 말들이 끄는 빛나는 마차를 타고 요란하게 움직이는" 것으로 묘사된다. 흰색 깃발은 그의 주요 속성이다. 다른 대기 신들처럼, 그는 '싸우고 파괴하는 자', '강력하고 영웅적인' 존재이다.
우파니샤드에는 바유의 위대함에 대한 수많은 진술과 비유가 있다. 브리하다란야카 우파니샤드는 신체 기능을 제어하는 신들이 한때 그들 중 누가 가장 위대한지 결정하기 위한 경쟁에 참여했다고 말한다. 시각과 같은 신이 사람의 몸을 떠나면, 그 사람은 시각 장애인으로 살아가지만, 잃었던 능력을 되찾으면 다시 원래대로 돌아왔다. 신들은 차례로 몸을 떠났지만, 사람은 계속 살아갔고, 다만 다양한 방식으로 점차 장애를 겪었다. 마지막으로, 무캬 프라나가 몸을 떠나기 시작하자, 다른 모든 신들은 '강력한 말이 땅에 박힌 말뚝을 뽑아내듯이' 힘에 의해 돌이킬 수 없이 그들의 자리에서 끌려나갔다. 이로 인해 다른 신들은 자신들이 바유에게 힘을 받아야만 기능할 수 있으며, 그에게 쉽게 제압될 수 있음을 깨달았다. 또 다른 일화에서는 바유만이 공격하는 죄의 악마들에게 시달리지 않는 유일한 신이라고 한다. 이 바유는 "무키야 프라나 바유"이다. 찬도기야 우파니샤드는 바유를 우드기타 (만트라 음절 옴)로 알지 않고는 브라흐만을 알 수 없다고 말한다.

## 아바타라

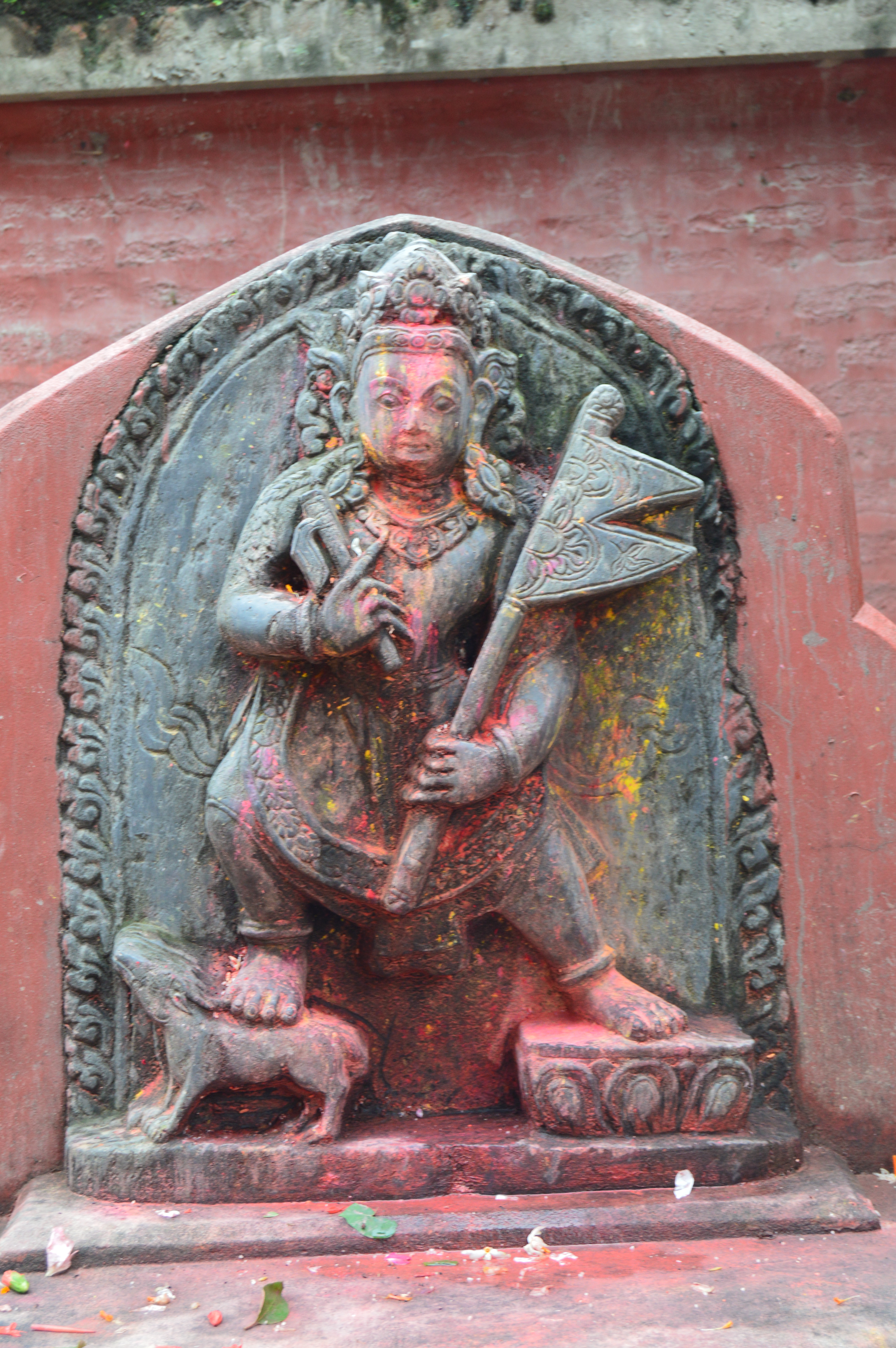
바유 조각상, 고카르네스워 마하데브 사원 경내, 고카르나, 카트만두

미국 인도학자 필립 루트겐도르프는 다음과 같이 말한다. "마드바차리야에 따르면 비슈누가 지상에 화신할 때마다 무캬 프라나/바유가 그를 동반하여 다르마를 보존하는 일을 돕는다. 트레타 유가의 라마의 친구이자 조력자인 하누만, 드와파라 유가 말기에 세워진 마하바라타의 힘센 자 비마, 그리고 칼리 유가의 마드바차리야가 그들이다. 더욱이, 신 자체가 칼리 시대 말까지 지상에 나타나지 않으므로, 화신한 바유/마드바차리야는 이 기간 동안 영혼을 구원으로 인도하는 유일한 '수단'으로 봉사한다." 바유는 파바나와 마타리슈와로도 알려져 있다.
마하바라타에서 비마는 바유의 영적인 아들이었으며 쿠루크셰트라 전쟁에서 중요한 역할을 했다. 그는 막강한 힘과 철퇴 기술을 활용하여 다르마를 지지했다.
- 바유의 첫 번째 아바타라는 하누만으로 여겨진다. 그의 이야기는 라마야나에 나온다. 하누만은 바유의 영적인 아들이므로 파바나푸트라 '파바나의 아들'과 바유푸트라로도 불린다. 오늘날 파반은 꽤 흔한 힌두 이름이다.
- 바유의 두 번째 아바타라는 서사시 마하바라타에 등장하는 판다바 중 한 명인 비마이다.[26]
- 마드바차리야는 바유의 세 번째 아바타라로 여겨진다. 마드바는 자신을 바유의 아바타라라고 선언하고 리그베다의 구절을 증거로 제시했다.[27][28][29] 저자 C. 라마크리슈나 라오는 "마드바는 리그베다의 발리타 숙타가 바유의 세 가지 형태를 지칭한다고 설명했다"고 말한다.[30]

## 불교
동아시아 불교에서 바유는 풍천(風天)이라고 불리는 호법신이며 종종 방향 수호자로 묶이는 십이천(十二天) 중 하나로 분류된다. 그는 북서쪽 방향을 관장한다.

## 같이 보기
- 바람 신 목록
- 마루트족
- 루드라
- 루드라, 베다의 바람 또는 폭풍의 신
- 바유 푸라나
- 바유-바타
- 누사 바유
- 후진, 신토의 바람의 신
- 아이올로스

### 참고 문헌
- Vanamali, V (2010). 《Hanuman: The Devotion and Power of the Monkey God》. Simon and Schuster. ISBN 978-1594779145.
- Sholapurkar, G. R. (1992), 《Saints and Sages of India》, Bharatiya Vidya Prakashan, ISBN 9788121700498